# Ministri dell'interno del Regno di Sardegna
Il presente elenco raccoglie tutti i nomi dei titolari del Ministero dell'interno del Regno di Sardegna, dal 1848, col Governo Balbo fino al Terzo Governo Cavour nel 1861.

## Lista
| Ritratto                        | Ministro                       | Mandato                            | Governo                            | Monarca              | Immagine |
| ------------------------------- | ------------------------------ | ---------------------------------- | ---------------------------------- | -------------------- | -------- |
|                                 | Vincenzo Ricci                 | 16 marzo - 5 luglio 1848           | Governo Balbo                      | Carlo Alberto        |          |
|                                 | Giacomo Plezza                 | 27 luglio - 10 agosto 1848         | Governo Casati                     | Carlo Alberto        |          |
|                                 | Pier Dionigi Pinelli           | 15 agosto - 11 ottobre 1848        | Governo Alfieri                    | Carlo Alberto        |          |
| 11 ottobre - 3 dicembre 1848    | Pier Dionigi Pinelli           | Governo Perrone                    |                                    | Carlo Alberto        |          |
|                                 | Riccardo Sineo                 | 6 dicembre 1848 - 17 febbraio 1849 | Governo Gioberti                   | Carlo Alberto        |          |
|                                 | Urbano Rattazzi                | 17 febbraio - 21 febbraio 1849     | Governo Gioberti                   | Carlo Alberto        |          |
| 24 febbraio - 23 marzo 1849     | Urbano Rattazzi                | Governo Chiodo                     |                                    | Carlo Alberto        |          |
|                                 | Pier Dionigi Pinelli           | 27 marzo - 6 maggio 1849           | Governo de Launay                  | Vittorio Emanuele II |          |
| 7 maggio - 20 ottobre 1849      | Pier Dionigi Pinelli           | Governo D'Azeglio I                |                                    | Vittorio Emanuele II |          |
|                                 | Filippo Galvagno               | Governo D'Azeglio I                | 21 ottobre 1849 - 26 febbraio 1852 | Vittorio Emanuele II |          |
|                                 | Alessandro Pernati di Momo     | Governo D'Azeglio I                | 27 febbraio - 21 maggio 1852       | Vittorio Emanuele II |          |
| 22 maggio - 22 ottobre 1852     | Alessandro Pernati di Momo     | Governo D'Azeglio II               |                                    | Vittorio Emanuele II |          |
|                                 | Gustavo Ponza di San Martino   | 4 novembre 1852 - 6 marzo 1854     | Governo Cavour I                   | Vittorio Emanuele II |          |
|                                 | Urbano Rattazzi                | 7 marzo 1854 - 27 aprile 1855      | Governo Cavour I                   | Vittorio Emanuele II |          |
| 4 maggio 1855 - 15 gennaio 1858 | Urbano Rattazzi                | Governo Cavour II                  |                                    | Vittorio Emanuele II |          |
|                                 | Camillo Benso, conte di Cavour | Governo Cavour II                  | 15 gennaio 1858 - 19 luglio 1859   | Vittorio Emanuele II |          |
|                                 | Urbano Rattazzi                | 19 luglio 1859 - 21 gennaio 1860   | Governo La Marmora I               | Vittorio Emanuele II |          |
|                                 | Camillo Benso, conte di Cavour | 21 gennaio - 24 marzo 1860         | Governo Cavour III                 | Vittorio Emanuele II |          |
|                                 | Luigi Carlo Farini             | 24 marzo - 31 dicembre 1860        | Governo Cavour III                 | Vittorio Emanuele II |          |
|                                 | Marco Minghetti                | 31 dicembre 1860 - 31 marzo 1861   | Governo Cavour III                 | Vittorio Emanuele II |          |